# ان‌جی‌سی ۱۱۴۰
ان‌جی‌سی ۱۱۴۰ (انگلیسی: NGC 1140) نام یک کهکشان در صورت فلکی جوی است.